# گئورگ دارفی
گئورگ هوانسیان-خودویان (ارمنی: Գէորգ Յովհաննիսեան-Խուդոյեան)؛ با نام ادبی گئورگ دارفی (ارمنی: Գևորգ Դարֆի زادهٔ ۱۹۰۷ - درگذشته ۱۹۶۴) نمایش‌نامه‌نویس، شاعر و مترجم ارمنی‌تبار اهل ایران بود.

## زندگی‌نامه
دارفی در سال ۱۹۰۷ میلادی (۱۲۸۶ خورشیدی) در شهر سلماس به دنیا آمد. در سه ماهگی پدر مبارز خود را در جریان انقلاب مشروطه و در سال ۱۹۱۵ (۱۲۹۴) مادرش را در جریان نسل‌کشی ارمنی‌ها از دست داد. وی تحصیلات ابتدایی را در مدرسهٔ فرانسوی لازاریست‌ها به اتمام رسانید. دارفی نمایش‌نامه‌نویس چیره‌دستی بود. از آثار مهم وی می‌توان به «تاج خونین»، «سیاوش و سودابه» (به ارمنی: Սիաւուշ եւ Սուդաբէ) (۱۹۳۶)، «واهان و رزمدخت»، و «نابخشودنی» اشاره کرد. گئورگ دارفی در سال ۱۹۶۴ (۱۳۴۳) در تهران بدرود حیات گفت.
نمایش‌نامه «واهان و رزمدخت» که یک تراژدی می‌باشد و داستان آن در زمان حکومت ساسانیان اتفاق افتاده است در سال ۲۰۰۷ (۱۳۸۶) توسط آندرانیک خچومیان به فارسی برگردانده شد و توسط انتشارات افکار منتشر شد. نمایش‌نامه «سیاوش و سودابه»، روایتی از سرگذشت و شخصیت سیاوش و سودابه پدر و زن افراسیاب بر اساس متن شاهنامه است. این اثر توسط آندرانیک خچومیان به فارسی برگردانده شد و توسط انتشارات افکار منتشر شد. این نمایش‌نامه چندین بار در ایران در شهرهای اصفهان، تهران و مسجدسلیمان به کارگردانی دارفی به اجرا درآمد؛ و در سال ۱۹۹۱ با حمایت مرکز هنرهای نمایشی در اولین بین‌المللی تئاتر ارمنستان به کارگردانی لوسانا آوانسیان، نوهٔ دارفی، اجرا شد.

## گزیده آثار
- سیاوش و سودابه (۱۹۳۶ تهران)
- مسروپ ماشتوتس (۱۹۶۳ تهران)
- تاج خونین (۱۹۶۴ تهران)
- واهان و رزمدخت (۱۹۶۴ تهران)